# Bekea
Bekea (Baeckea) je rod rostlin z čeledi myrtovité. Jsou to keře a stromy s drobnými vstřícnými listy a bílými, růžovými nebo purpurovými pětičetnými květy. Je to převážně australský rod, s jediným zástupcem rozšířeným i v jižní a jihovýchodní Asii. Podle současných poznatků zahrnuje 34 druhů, je však součástí skupiny rodů s dosud nedořešenou taxonomií.

## Popis
Zástupci rodu bekea jsou stálezelené keře a stromy s drobnými vstřícnými, přisedlými listy. Drobné listy některých druhů záhy opadávají a jejich funkci přebírají zelené větévky. Květy jsou drobné, oboupohlavné, pětičetné, úžlabní, přisedlé nebo krátce stopkaté, jednotlivé nebo po několika v chudých vrcholících. Češule je zvonkovitá nebo téměř kulovitá, obvykle srostlá se semeníkem. Kalich je tvořen 5 okrouhlými laloky. Koruna je bílá, růžová nebo purpurová, složená z 5 volných korunních lístků. Tyčinek je 5 až 12, mají krátké nitky a nepřesahují korunní lístky. Semeník je spodní nebo polospodní, srostlý ze 2 až 3 plodolistů a se stejným počtem komůrek obsahujících po několika vajíčkách. Čnělka je krátká, zakončená hlavatou bliznou. Plodem je pouzdrosečná tobolka pukající 2 nebo 3 chlopněmi a obsahující většinou jen 1 až 3 semena. Semena jsou ledvinovitá, hranatá.

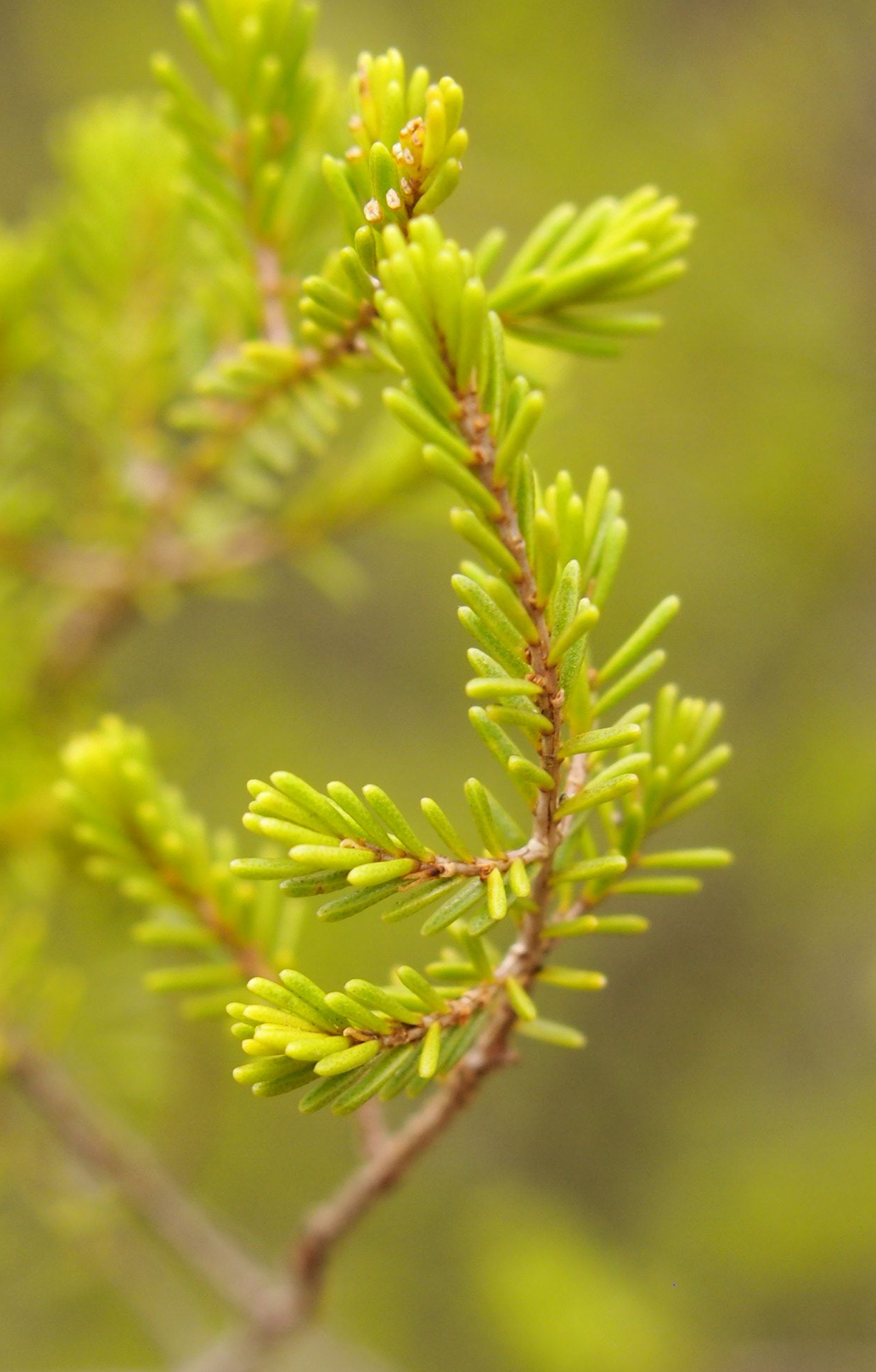
Větévka B. polystemonea
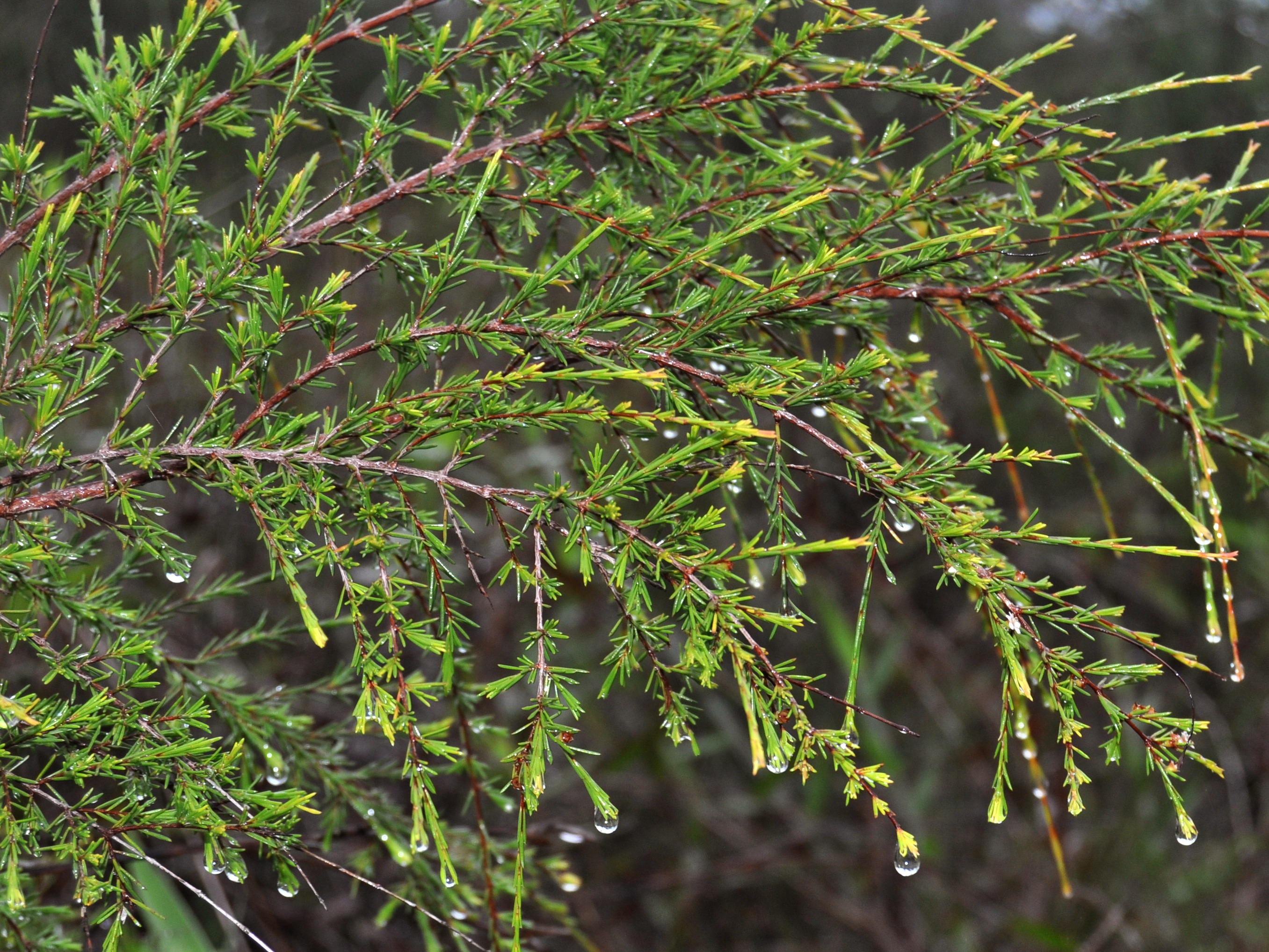
Větévka B. frutescens
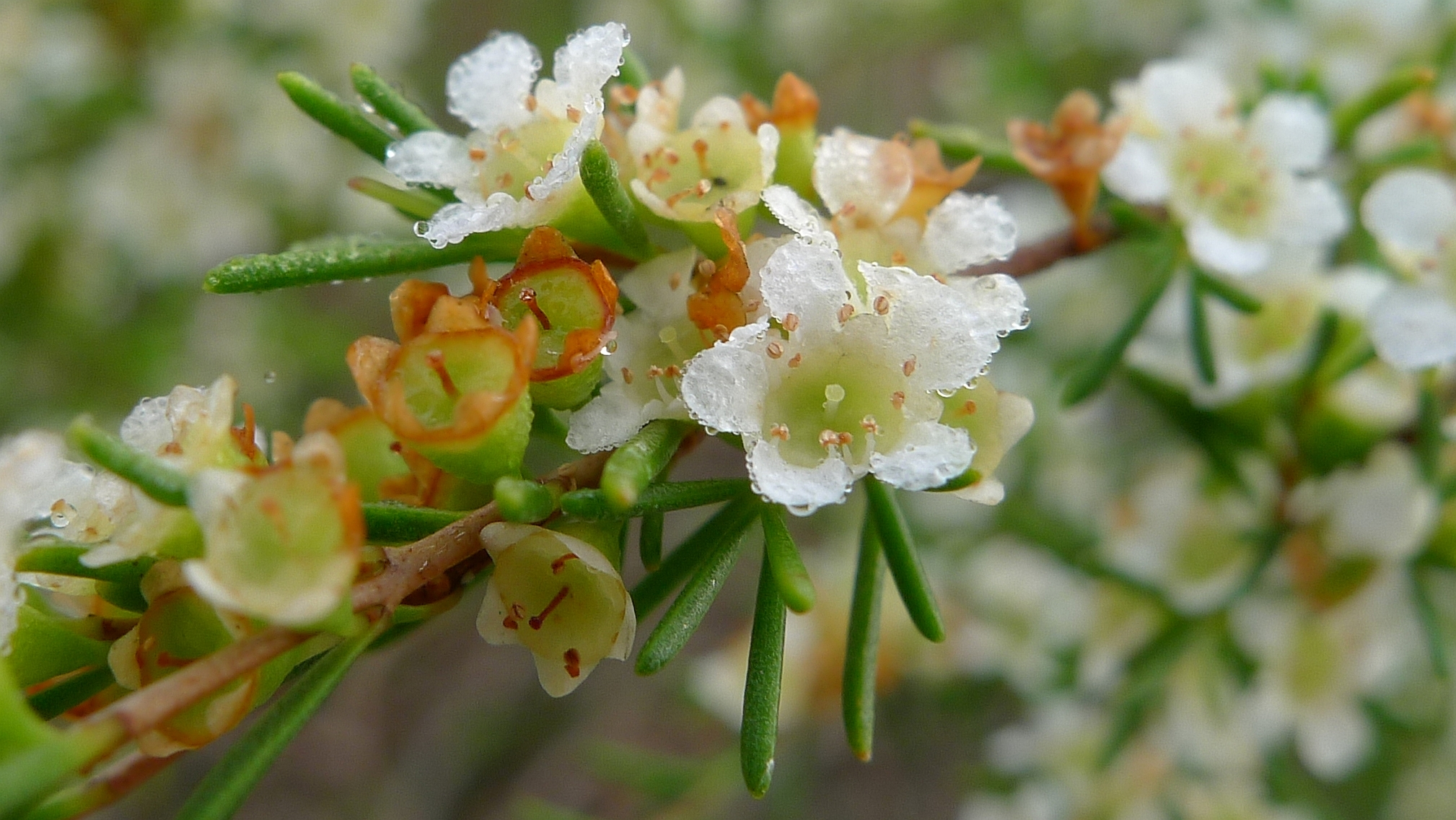
Květy a nezralé plody B. linifolia

## Rozšíření
Rod bekea zahrnuje v současném pojetí 34 druhů. Je to převážně australský rod. Největší počet druhů roste v jihozápadní, jihovýchodní a východní Austrálii. Mimo Austrálii se vyskytuje jediný druh, B. frutescens, s rozsáhlým areálem sahajícím od jihovýchodní Číny přes jihovýchodní Asii po východní Austrálii. Z Tasmánie jsou uváděny 2 druhy, z toho 1 endemický.

## Taxonomie
Rod Baeckea je v rámci čeledi myrtovité řazen do podčeledi Myrtoideae a tribu Chamelaucieae. Je součástí skupiny rodů s neustálenou a dosud nedořešenou taxonomií.
Počet udávaných druhů tohoto rodu se v různých zdrojích značně liší. V aktuálních taxonomických přehledech je zpravidla uváděno 34 nebo 47 druhů. Některé zdroje uvádějí až 70 druhů. Tyto rozdíly jsou dány taxonomickou historií, během níž byla řada druhů přeřazena do jiných rodů, nověji zejména do rodu Ericomyrtus, Tetraspora, Cyathostemon, Malleostemon a Astartea. Změny uveřejněné v revizích z roku 2012 a 2015 nejsou v řadě přehledů dosud reflektovány.